# Manufactum

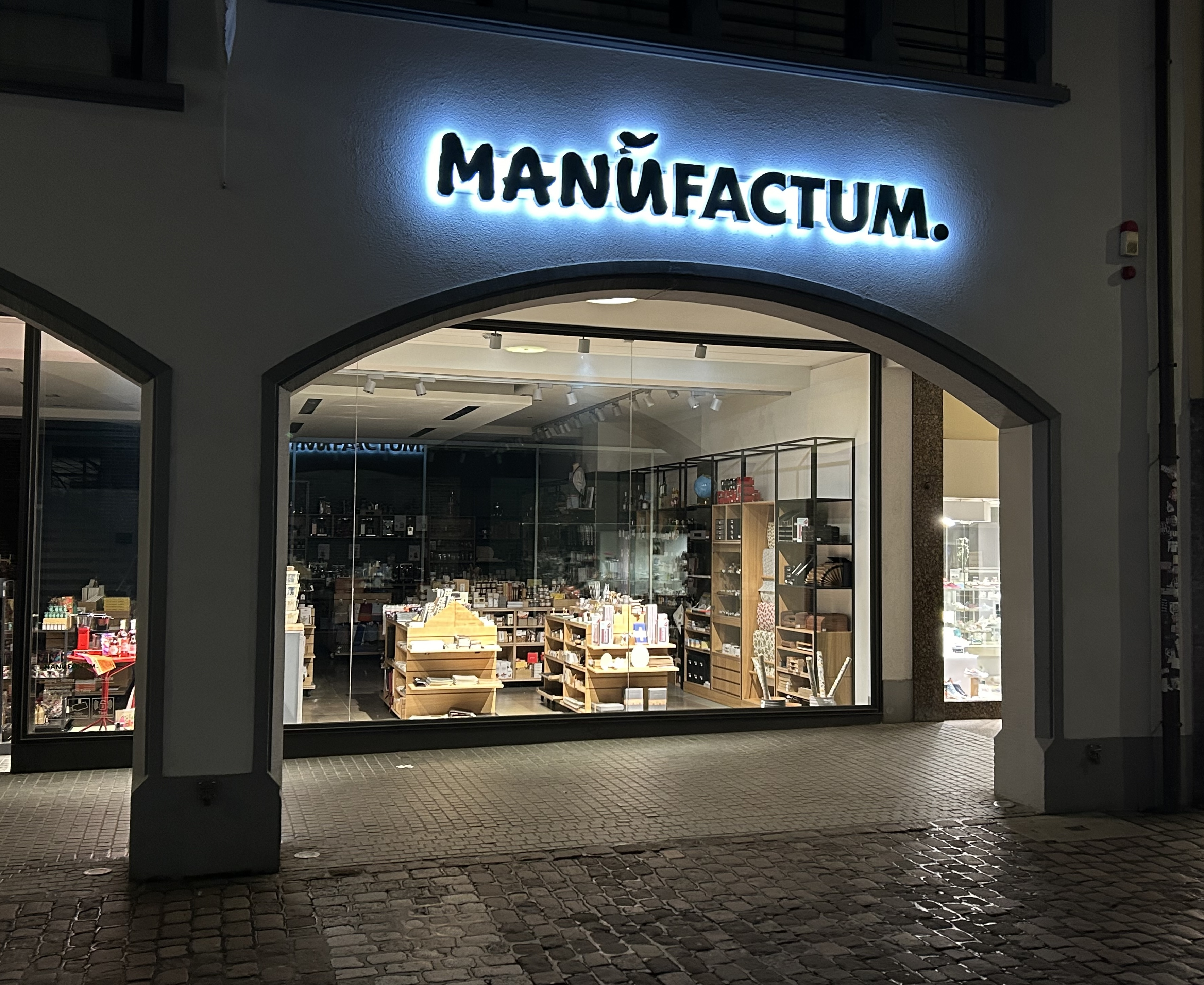
Manufactum in Freiburg im Breisgau

Die Manufactum GmbH (vormals Manufactum Hoof & Partner KG) mit Sitz in Waltrop, Nordrhein-Westfalen, ist ein Einzelhandelsunternehmen mit Versandhandel und stationärem Vertrieb. Das Unternehmen ist tätig im Vertrieb von Produkten, die als hochwertig und langlebig gelten. Es gehört seit 2008 zur Otto Group.

## Geschichte

### Gründung und Anfänge
Die Geschichte des Unternehmens reicht bis ins Jahr 1987 zurück, als Thomas Hoof, damaliger Landesgeschäftsführer der Partei Die Grünen in Nordrhein-Westfalen, ein Versandgeschäft für hochwertige Manufakturprodukte mit dem Namen Manufactum Hoof & Partner KG gründete. Dieser Name sollte nicht mit dem nordrhein-westfälischen Staatspreis Manufactum für Kunsthandwerk verwechselt werden, der bereits seit über 50 Jahren vergeben wird.
Aufgrund des Wachstums verlegte Manufactum 1998 seinen Sitz von Marl in die Zeche Waltrop im nordöstlichen Ruhrgebiet. In diesem Jahr ging auch die Webseite online, auf der erstmals Bilder und Texte präsentiert wurden; Bestellungen wurden damals noch per Fax und E-Mail bearbeitet. Ebenfalls 1998 eröffnete zudem die erste ausländische Tochtergesellschaft in Österreich, gefolgt von einem Markteintritt in der Schweiz im Jahr 1999. Im selben Jahr wurde das erste Kaufhaus in Waltrop eröffnet.

### Expansion
2001 folgte das erste stationäre Geschäft in München, und es wurde die Tochtermarke Manufactum Brot & Butter eingeführt. Ein Jahr später begann das Unternehmen, seine Produkte in Großbritannien anzubieten. Im Jahr 2007 beschäftigte Manufactum über 400 Mitarbeiter.
Zum 31. Dezember 2007 übernahm das Versandhaus Heine, eine Tochterfirma der Otto-Gruppe, die verbleibenden Anteile an der Manufactum Hoof & Partner KG für schätzungsweise 20 Millionen Euro, nachdem es bereits seit 1998 – zuletzt mit 50 % – an dem Unternehmen beteiligt war. Nachdem Manufactum 2008 an die Otto Group verkauft worden war, führte Hoof die Manuscriptum Verlagsbuchhandlung weiter. Manufactum vertrieb weiterhin Sachbücher des Verlags. In den folgenden Jahren entwickelte sich das Programm von Manuscriptum in den rechtskonservativen Bereich, was in Bezug zu Manufactum zu kritischen Reaktionen von Journalisten der Zeitschriften Der Spiegel und Die Zeit führte. Nach einer Nachfrage von Zeit Online distanzierte sich Manufactum von Hoof.
Im Geschäftsjahr 2016 erzielte Manufactum einen Netto-Umsatz von 92 Millionen Euro. Nach der Übernahme durch die Otto-Gruppe nutzt das Unternehmen seit 2016 die Möglichkeit, sich von der Offenlegungspflicht des Jahresabschlusses zu befreien.
2018 eröffnete Manufactum in Wien sein erstes stationäres Warenhaus im Ausland.

## Unternehmensstruktur

### Allgemeine Struktur
Die Manufactum GmbH ist eine 100%ige Tochtergesellschaft der Otto Group. Der Vertrieb erfolgt über ein Omnichannel-Konzept, das sowohl den Online-Versandhandel als auch den stationären Einzelhandel umfasst. Das Unternehmen vertreibt seine Produkte in mehreren Ländern. Manfred Köhler schrieb 2010 in der Frankfurter Allgemeine Zeitung, Manufactum als Marke sei „Kult, seit Jahren“.

### Tochtermarken
Zur Manufactum-Gruppe gehört die Bäckerei- und Restaurantkette Manufactum Brot & Butter, die Ladengeschäfte in Berlin, Düsseldorf, Köln, München, Waltrop, Frankfurt am Main, Stuttgart und Bremen betreibt. Brot & Butter bietet Brot aus Sauerteig, das im Laden frisch gebacken wird, Wurst und Käse aus Bio-Produktion sowie einen Frühstücksservice und Mittagessen an. Darüber hinaus umfasst die Gruppe die Marke Magazin, die Ladengeschäfte in Stuttgart, Bonn und München unterhält. Das Gasthaus Lohnhalle in Waltrop gehört ebenfalls zu Manufactum.

### Warenhäuser
Neben dem Versandhandel betreibt Manufactum Warenhäuser in der alten Zeche Waltrop, im Alten Hof in München, in Hamburg im Chilehaus und im Alstertal-Einkaufszentrum, in Stuttgart, im Berliner Haus Hardenberg und in der Königlichen Gartenakademie Berlin-Dahlem. Weitere Warenhäuser werden in Düsseldorf, im Kölner Disch-Haus, im Opernturm in Frankfurt am Main, in Bremen in der Bremer Bank, in Wien im Haus der Kontrollbank Am Hof, in Hannover, am Markt in Bonn, in Münster in den Münster-Arkaden und in Freiburg, nahe dem Freiburger Münster betrieben.

## Produkte
Das Sortiment von Manufactum umfasst überwiegend Haushaltswaren, beinhaltet jedoch auch Beleuchtung, Möbel, Bekleidung, Bürobedarf, Lebensmittel, Bücher und Gartenzubehör. Zudem werden Spielzeuge, Sportgeräte, Werkzeuge und Produkte für die Körperpflege angeboten. Das Firmenmotto „Es gibt sie noch, die guten Dinge“ spiegelt die Philosophie des Unternehmens wider, hochwertige und langlebige Produkte anzubieten, von denen viele noch auf traditionelle Weise hergestellt werden.

## Rezeption
Bis einschließlich 2021 gab das Unternehmen jährlich einen Warenkatalog heraus, in dem es die traditionellen Qualitäten seiner Produkte darstellte, oft mit Verwendung von Stilmitteln, wie Humor und Lakonie. Tobias Kniebe beurteilte im Süddeutsche Zeitung Magazin (2005) die Katalogtexte mit einer Geschichte zum Produkt als entscheidend für den Erfolg des Unternehmens. Ältere Katalogausgaben und die mittlerweile gesondert herausgegebenen Hausnachrichten haben laut Rainer Seebacher von Horizont „Sammlerwert“ erlangt, und werden antiquarisch auf Buchportalen gehandelt. Mehrere Bibliotheken weisen Bestände der Jahreskataloge auf. Zudem bestehen weiterhin Sortimentskataloge, die auch online verfügbar sind.

## Auszeichnungen
- 2005: Auszeichnung des Warenhauses in Düsseldorf als Store of the Year durch den Handelsverband Deutschland[57]
- 2007: Auszeichnung des Warenhauses in München als Store of the Year durch den Handelsverband Deutschland[57]
- 2017: Auszeichnung des Warenhauses in Bremen als Store of the Year durch den Handelsverband Deutschland[58]
- 2018: Global Innovation Award, Global Honoree für das Warenhaus Bremen durch eine Jury aus vier Handels- bzw. Visual-Merchandising-Fachleuten und einer wechselnden Gruppe von Redakteuren und Herausgebern von Fachzeitschriften aus aller Welt[59]